# Artiom Mikojan

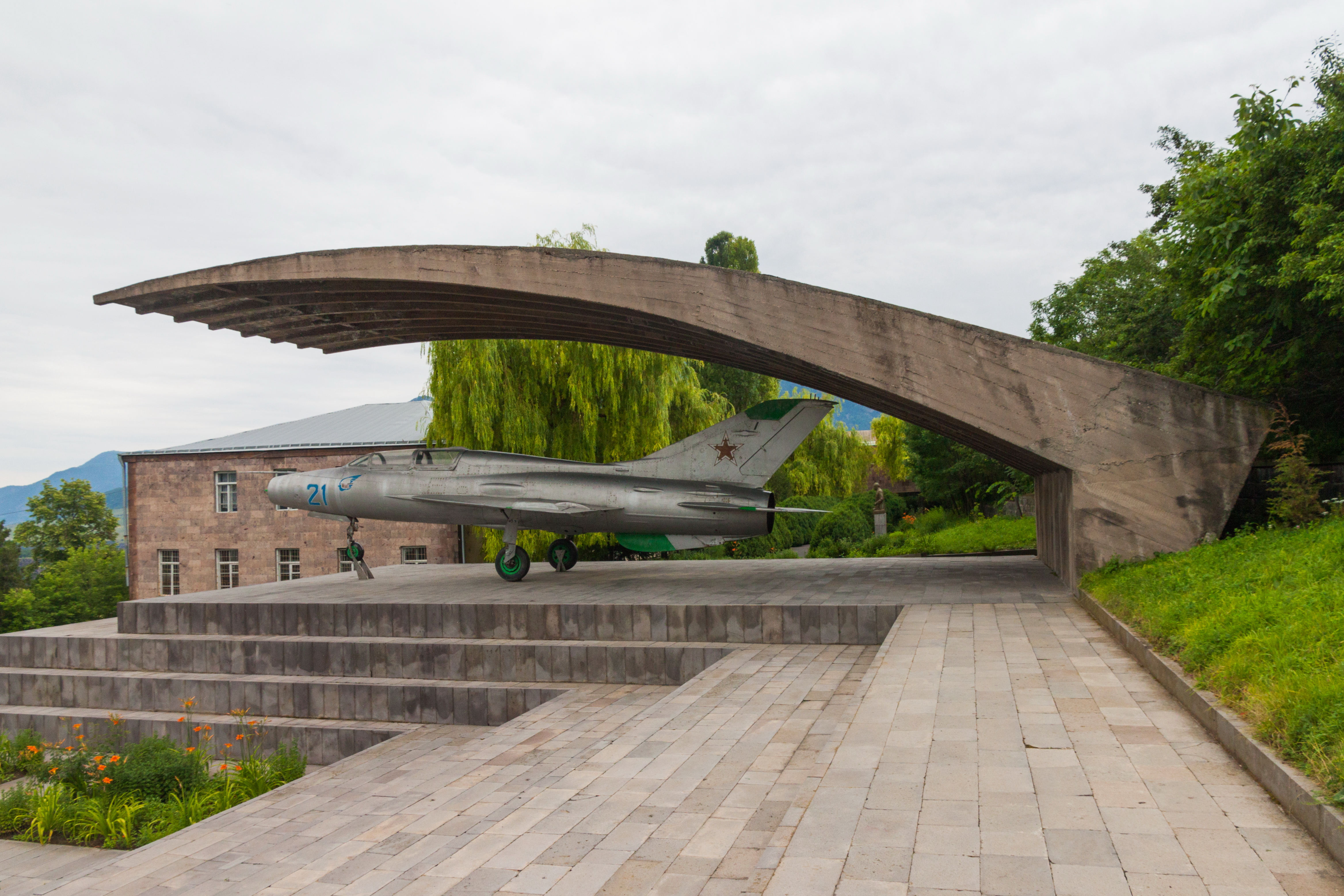
Minne till Artiom Mikojan i Sanahin.

Artiom Mikojan (armeniska: Արտյոմ Հովհաննեսի Միկոյան, Artiom Hovhannesi Mikojan, eller Անուշավան Հովհաննեսի Միկոյան, Anusjavan Hovhannesi Mikojan; ryska: Артём Ива́нович Микоя́н, Artiom Ivanovitj Mikojan), född 5 augusti (23 juli g.s.) 1905 i Sanahin i Kejsardömet Ryssland, död 9 december 1970 i Moskva i Sovjetunionen, var en sovjetisk flygingenjör, militär, politiker och uppfinnare. Tillsammans med Michail Gurevitj skapade han det sovjetiska MIG-flygplanet. Mikojan var armenier.